# Potlatch
PotlatchはAdobe Flashにより実装されたOpenStreetMap用編集ツールであり、公式サイト内に実装されたエディタの一つである。JOSMが、大規模な編集に適しているのに対し、Potlatchは新規利用者向けであり簡易な操作が可能である。
Ver.8以上のFlashプラグインがインストールされたウェブブラウザで動作する。
2010年夏に完全に再実装を済ませたアルファ版が発表され、2010年12月に一般的利用者向けに提供された。マイクロソフトは自主的にBing Maps内空中写真のトレース用使用権限をOpenStreetMapに与えており、後に背景画像として表示できるよう拡張された。
現在のOpenStreetMapのデフォルトエディタは、SVGやD3.jsをレンダリング可能なJavaScript記述エディタのiDである。Potlatch2は中級利用者のエディタとして現在でも利用可能である。